# Thomas Walter Swan
Thomas Walter Swan (* 20. Dezember 1877 in Norwich, Connecticut; † 13. Juli 1975 in New Haven, Connecticut) war ein US-amerikanischer Jurist, der unter anderem von 1951 bis 1953 Präsident des Berufungsgerichts der Vereinigten Staaten für den zweiten Gerichtsbezirk (Chief Judge of the US Court of Appeals for the Second Circuit) war.

## Leben
Thomas Walter Swan absolvierte nach dem Schulbesuch ein grundständiges Studium an der Yale University, welches er 1900 mit einem Bachelor of Arts (A.B.) beendete. Ein darauf folgendes Studium der Rechtswissenschaften an der Harvard Law School schloss er 1903 mit einem Bachelor of Laws (LL.B.) ab und war nach seiner Zulassung von 1903 bis 1916 als Rechtsanwalt in Chicago tätig. Zugleich lehrte er zwischen 1903 und 1904 sowie erneut 1908 als Lecturer für Rechtswissenschaften an der University of Chicago. 1916 übernahm er eine Professur für Rechtswissenschaften an der Yale Law School und war als Nachfolger von Henry Wade Rogers von 1916 bis zu seiner Ablsöung durch Robert Maynard Hutchins 1927 auch deren Dekan.
Am 15. Dezember 1926 wurde Swan durch US-Präsident Calvin Coolidge für den vakanten Sitz des Richters Henry Wade Rogers als Bundesrichter für das Berufungsgericht des zweiten Gerichtsbezirks nominiert. Nach der Zustimmung des US-Senats am 15. Dezember 1926 trat er dieses Amt offiziell am 22. Dezember 1926 an. Als Nachfolger von Learned Hand übernahm er 1951 auch das Amt als Präsident des Berufungsgerichts der Vereinigten Staaten für den zweiten Gerichtsbezirk (Chief Judge of the US Court of Appeals for the Second Circuit) und bekleidete dieses bis 1953, woraufhin Harrie B. Chase ihn ablöste. In dieser Funktion war er von 1951 bis 1953 auch Mitglied der US-Justizkonferenz (Judicial Conference of the United States), ein 1922 eingerichtetes Gremium, das vom Obersten Richter der Vereinigten Staaten (Chief Justice of the United States) geleitet wird und aus dem Obersten Richter, dem Vorsitzenden Richter jedes Bundesberufungsgerichtsbezirks sowie einem Bezirksrichter aus verschiedenen Bundesgerichtsbezirken besteht. Am 1. Juli 1953 schied er aus dem aktiven Richterdienst und wurde daraufhin Senior Judge, während Carroll C. Hincks zum neuen Bundesrichter für das Berufungsgericht des zweiten Gerichtsbezirks berufen wurde.
1939 wurde Swan zum Mitglied der American Academy of Arts and Sciences gewählt.